# Kampong Cham
Kompung Cham és la capital de la província de Kampong Cham, al Regne de Cambodja i un punt estratègic de pas entre Phnom Penh, al nord i l'orient del país. Tècnicament es tracta d'un poble principal que és seu de l'administració provincial, més que d'una ciutat en termes moderns. Kompung Cham, com a districte, està regit pel càrrec administratiu de governador.

## Etimologia
L'expressió "Kompung Cham" es tradueix en de l'idioma khmer com "Port dels Cham", referint-se a l'ètnia dels Txams, la qual té origen en una antiga migració malàisia de confessió islàmica.

## Història
Durant tota la història de Cambodja aquest punt ha estat vital per al comerç per la seva ubicació a la vora del riu Mekong que la connecta amb Phnom Penh i la converteix en un punt obligat del comerç especialment del cautxú i el tabac, productes encara altament comercialitzats a les acaballes del Colonialisme. Durant l'etapa del Protectorat Francès de Kampuchéa va tenir un paper important en aquest sentit i encara es conserven edificis colonials.

## Geografia
La ciutat no és una de les principals del país, però sí un punt obligat de pas per la seva categoria de port fluvial i l'encreuament entre la carretera 6, que va a la ciutat de Siem Riep i la carretera cap a l'orient del país (Província de Kratié i Província de Mondulkiri). Es pot accedir des de Phnom Penh per vaixell en un viatge que triga entre dos i tres hores.

## Població
El districte de Kompung Cham té una població de 118.242 habitants, segons el cens nacional de 2008 i és el més poblat de la província de Kompung Cham. A partir del segle xx, del total de la població, el 61% està alfabetitzada (69,2% en homes i el 53,5% en dones). La taxa d'atur és de 4,3% (3,9% en homes i 4,6% en dones). Un altre aspecte a ressaltar és que un 42,5% de la població de la província és menor de 14 anys, segons el cens de 1998. Les dades sobre l'ètnia Cham de confessió musulmana són més incerts a causa de les persecucions durant la guerra que van patir, però la seva presència és notable amb les mesquites al llarg del riu. No obstant això, la majoria de la població és de confessió budista i ètnia khmer.